# Manu Pineda
Manuel «Manu» Pineda Marín (Almería, 2 de septiembre de 1965) es un activista y político español, perteneciente a Izquierda Unida y al Partido Comunista de España. Fue diputado del Parlamento Europeo dentro del Grupo de Izquierda (The Left) y delegado del Parlamento Europeo para las relaciones con Palestina entre 2019 y 2024.

## Biografía
Nacido el 2 de septiembre de 1965 en Málaga, es militante del Partido Comunista de Málaga y sindicalista de Comisiones Obreras (CC. OO.). En septiembre de 2011 se trasladó a Gaza, y, a caballo entre Málaga y Gaza, empezó a desarrollar una actividad como brigadista de Unadikum. También se trasladó posteriormente a hacer activismo en Cisjordania, donde conoció a la familia Tamimi. Fue propuesto como responsable de la Secretaría de Internacional del Partido Comunista de España (PCE) durante el XX Congreso del partido en diciembre de 2017. Resultó escogido en noviembre de 2018 como segundo de la lista (después de Sira Rego) de Izquierda Unida para las elecciones al Parlamento Europeo de 2019 en España, a pesar de que la formación preveía entonces unirse con Podemos y otras confluencias.
Fue incluido finalmente en el número 6 de la lista de Unidas Podemos Cambiar Europa de cara a las elecciones europeas, resultando elegido eurodiputado.
En 2021, estuvo entre ocho eurodiputados incluidos en la lista negra del Parlamento Europeo por realizar viajes falsamente como observador a Venezuela y a Ecuador. El 15 de septiembre de 2022, fue uno de 16 eurodiputados que votaron en contra de condenar al presidente de Nicaragua, Daniel Ortega, por violaciones de los derechos humanos, en particular la detención del obispo Rolando Álvarez.

## Pensamiento ideológico
Pineda es conocido por su militancia a favor del pueblo palestino. En 2025 asistió a la tercera toma de posesión de Nicolás Maduro y le mostró su apoyo, expresando: "Vamos pa’alante, compañero Maduro, conscientes de que la coherencia y la valentía tienen un precio, a veces muy alto."